# Igor Grabucea
Igor Grabucea (* 19. April 1976) ist ein moldauischer Gewichtheber.

## Karriere
Igor Grabucea nahm an den Olympischen Sommerspielen 2008 teil, wobei er in der Gewichtsklasse bis 56 kg Fünfzehnter mit 239 kg wurde.
Bei der Europameisterschaft 2006 gewann er in der Kategorie bis 56 kg mit einer Gesamtleistung von 249 kg die Silbermedaille. 2002, 2007 und 2009 holte der Moldauer jeweils eine Bronzemedaille mit 267,5 kg, 253 kg und 246 kg.